# Ljubica Kecman
Ljubica Kecman (ur. 10 grudnia 1993) – serbska siatkarka, grająca na pozycji przyjmującej.

## Przebieg kariery
| Lata                      | Klub                        |
| ------------------------- | --------------------------- |
| 2009–2016 (do 01.2016)    | Crvena zvezda Belgrad       |
| 2016–2016 (od 22.01.2016) | CSU Medicina Tîrgu Mureș    |
| 2016–2018                 | SC Potsdam                  |
| 2018–2020                 | Energa MKS Kalisz           |
| 2020–2022                 | ŽOK Ub                      |
| 2022–2023                 | AO Thiras                   |
| 2023–                     | Levallois Paris Saint Cloud |

## Sukcesy klubowe
Puchar Serbii:
- 2010, 2011, 2012, 2013, 2014

Mistrzostwo Serbii:
- 2010, 2011, 2012, 2013, 2021
- 2014, 2022[2]
- 2015

Superpuchar Serbii:
- 2020

Mistrzostwo Francji:
- 2024[3]

## Sukcesy reprezentacyjne
Mistrzostwa Europy Juniorek:
- 2010